# Hohenlohe-Waldenburg-Schillingsfürst
Hohenlohe-Waldenburg-Schillingsfürst fu una contea a nord-est del Baden-Württemberg, in Germania. Hohenlohe-Waldenburg-Schillingsfürst derivò da una partizione dell'Hohenlohe-Schillingsfürst e passò al Württemberg allo scioglimento del Sacro Romano Impero nel 1806.

## Storia
Waldenburg-Schillingsfürst fu separato dalle terre detenute dai discendenti di Kraft von Hohenlohe, che fu nominato conte imperiale nel 1450. I territori degli Hohenlohe furono divisi tra i fratelli conte Ludwig Kasimir (1517-1568) (della linea maggiore di Neuenstein, progenitore dei rami Hohenlohe-Langenburg e Hohenlohe-Oehringen) e il conte Eberhard (1535-1570), fondatore dei vari rami Hohenlohe-Waldenburg.
La linea di Schillingsfürst discende dal conte Ludwig Gustav (1634-1697), il cui discendente Philip Ernest ottenne nel 1744 l’elevazione dei suoi feudi a principato all’interno del Sacro Romano Impero, godendo quindi dell’immediatezza imperiale. La contea di Waldenburg fu aggiunta al principato nel 1757. Nel 1806, il principato fu mediatizzato al Regno di Württemberg.
Tre rami della casata sono tuttora esistenti: quelli di Waldenburg, Ratibor und Corvey e Schillingsfürst. I membri della famiglia portano il titolo di "Principe/Principessa di Hohenlohe-Waldenburg-Schillingsfürst" oppure "Principe/Principessa von Ratibor und Corvey, Principe/Principessa di Hohenlohe-Schillingsfürst", o ancora "Principe/Principessa di Hohenlohe-Schillingsfürst, von Ratibor und Corvey", o "Principe/Principessa von Ratibor und Corvey", o infine "Principe/Principessa di Hohenlohe-Waldenburg-Schillingsfürst, von Ratibor und Corvey", a seconda di quale dei quattro sottorami del ramo Waldenburg-Schillingsfürst appartengano.

## Sovrani di Hohenlohe-Waldenburg-Schillingsfürst

### Conti di Hohenlohe-Waldenburg-Schillingsfürst (1688-1744)
- Luigi Gustavo (Conte di Hohenlohe-Schillingsfürst) (1688-1697)
- Filippo Ernesto (1697-1744)

### Principi di Hohenlohe-Waldenburg-Schillingsfürst (1744-1806)
- Filippo Ernesto (1744-1750)
- Carlo Alberto I (1750-1793)
- Carlo Alberto II (1793–1796)
- Carlo Alberto III (1796–1806) (nel 1806 il Principato venne mediatizzato al Regno di Württemberg)

### Principititolaridi Hohenlohe-Waldenburg-Schillingsfürst (1806-1918)
- Carlo Alberto III (1806–1839)
- Federico Carlo I (1839–1884)
- Nicola (1884–1886)
- Federico Carlo II (1886–1918)

## Capi della Casa di Hohenlohe-Waldenburg-Schillingsfürst (1918-oggi)
- Federico Carlo II (1918–1924)
- Federico Carlo III (1924–1982)
- Federico Carlo IV (1982–oggi)